# Grabmal Władysławs III.

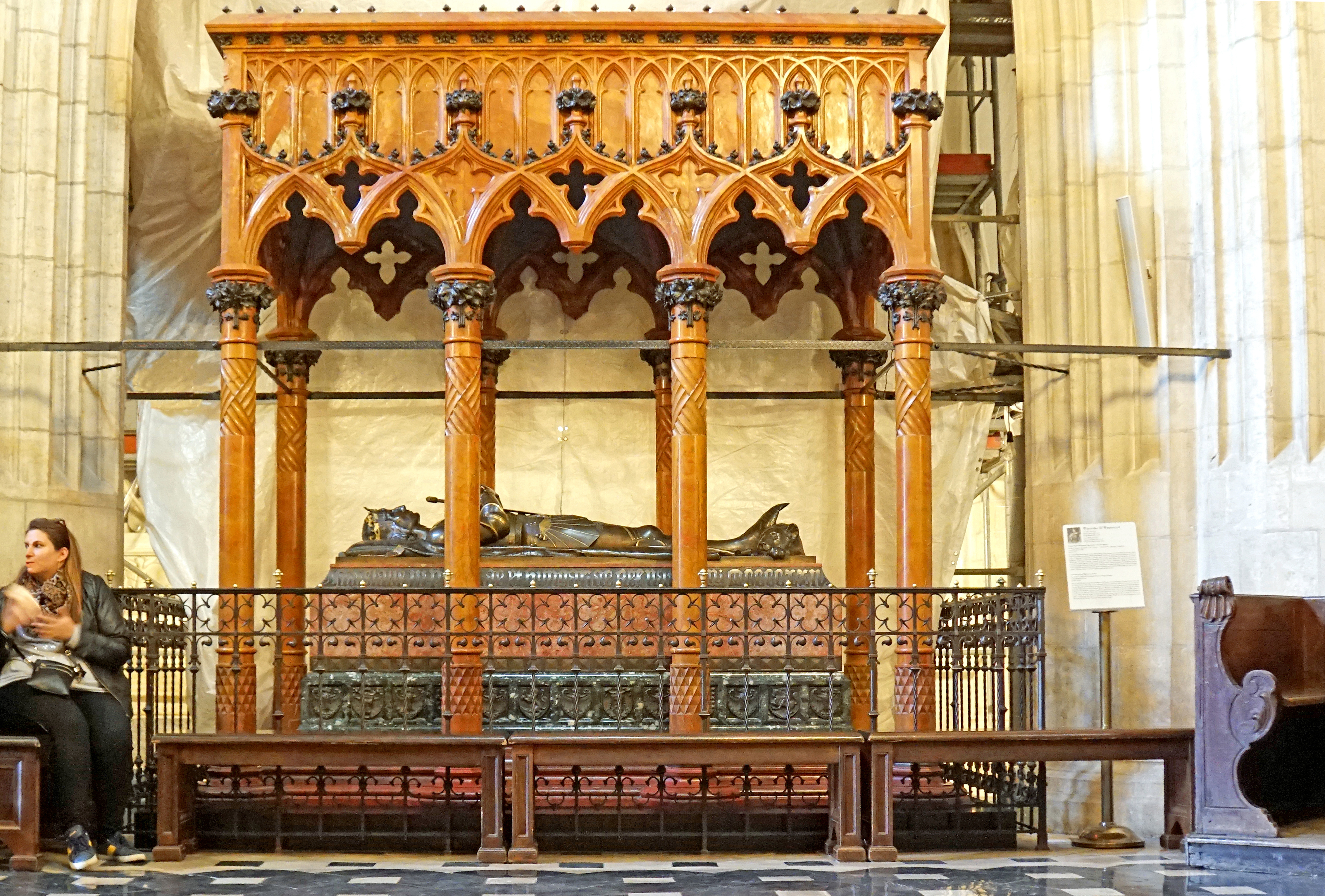
Grabmonument von König Władysław III. in der Wawel-Kathedrale

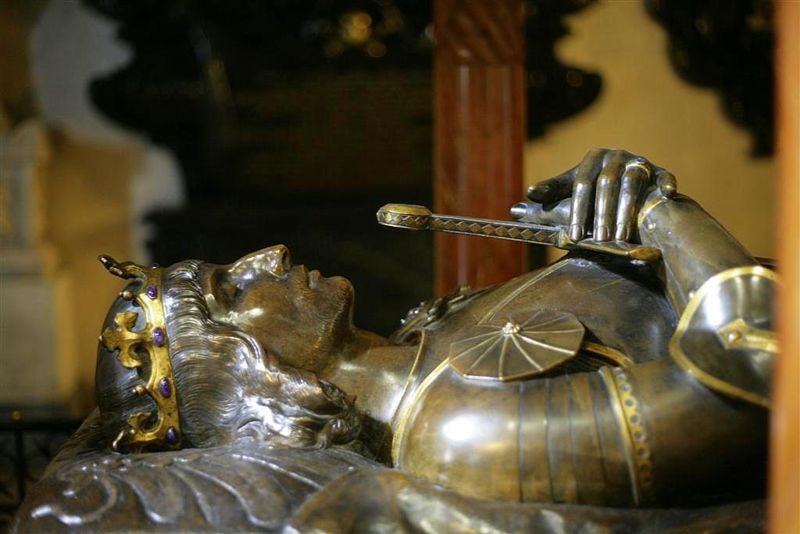
Kopf- und Brustpartie der Statue des Königs

Das Grabmal Władysław  III., König von Polen und Ungarn, befindet sich in der Wawel-Kathedrale in Krakau.

## Beschreibung
Władysław III. fiel in der Schlacht bei Warna 1444, sein Leichnam konnte auf dem Schlachtfeld nicht gefunden werden. Mithin konnte auch keine Bestattung auf dem Wawel stattfinden. Erst Anfang des 20. Jahrhunderts entschloss man sich, ihm ein Grabmal in der Wawel-Kathedrale aufzustellen, es handelt sich dabei um ein Kenotaph. Kardinal Jan Puzyna de Kosielsko gab es 1903 in Auftrag und Antoni Madeyski schuf es aus rotem Marmor und Bronze. Es ist in neugotischer Form gehalten und hat die anderen Königsgrabmale auf dem Wawel aus dem 15. Jahrhundert von unter anderem Veit Stoß als Vorbild. Es wurde im April 1906 an seinem heutigen Platz aufgestellt. Der König ist als Jüngling, das Schwert Szczerbiec in den Händen haltend, dargestellt. Unter den Füßen des Königs befindet sich ein Löwe. An den Seiten befinden sich die Wappen des Königreichs Polen und des Königreichs Ungarn. Der Baldachin ist neugotisch gehalten.